# Blaptica aurorae
Blaptica aurorae es una especie de insecto blatodeo de la familia Blaberidae.

## Distribución geográfica
Se pueden encontrar en Argentina.